# 1999 BH10
1999 BH10 är en asteroid i huvudbältet som upptäcktes den 23 januari 1999 av den kroatiska astronomen Korado Korlević vid Višnjan-observatoriet.
Asteroiden har en diameter på ungefär 4 kilometer.